# Eduard Mantius

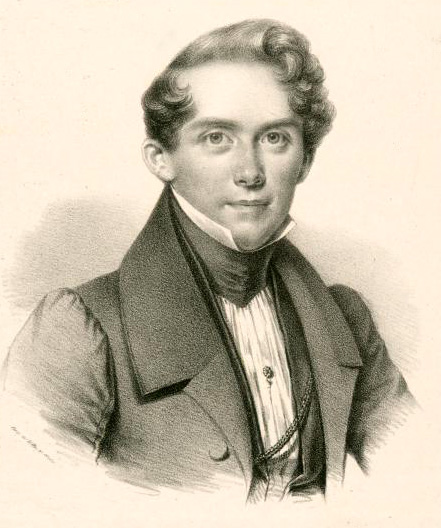
Eduard Mantius um 1840

Jacob Eduard Mantius (* 18. Januar 1806 in Schwerin; † 4. Juli 1874 in Ilmenau) war ein deutscher Opernsänger (Tenor) Komponist und Gesangspädagoge.

## Leben
Eduard Mantius begann auf Wunsch seines Vaters, eines Fabrikanten, im Herbst 1826 ein Jurastudium an der Universität Rostock. Ein Jahr später brach er sein Studium ab und zog nach Leipzig, um Musik zu studieren. Bei Christian August Pohlenz, dem damaligen Leiter des Gewandhausorchesters, bekam er Gesangsunterricht. 1829 sang er bei einem von Gasparo Spontini, dem Generalmusikdirektor der Königlichen Hofoper in Berlin, geleiteten Konzert in Halle (Saale) die Tenorpartien. Im selben Jahr wurde er Mitglied der Berliner Singakademie, die von Karl Friedrich Zelter geleitet wurde. 1830 bestellte ihn König Friedrich Wilhelm III. als Sänger an seine Hofoper. Als „Tamino“ in Mozarts Zauberflöte debütierte er dort mit großem Erfolg. Sein klangvoller Tenor und sein schauspielerisches Talent machte ihn bald auch außerhalb Berlins berühmt. Nach Abschluss seiner Bühnenlaufbahn 1857, während der er in 152 Rollen aufgetreten war, gab er Gesangsunterricht und war auch als Liedkomponist erfolgreich.

## Schüler
- Hermann Thomaschek, Eleonore de Ahna, Paul Bulß, Theodor Reichmann, Amanda Tscherpa